# Exocentrus clarkei
Exocentrus clarkei là một loài bọ cánh cứng trong họ Cerambycidae.